# Città del Nicaragua
Lista delle città del Nicaragua ordinate per popolazione in base all'ultima stima, del 2016, e con i dati dei precedenti censimenti del 28 maggio 2005, del 20 aprile 1971 e del 25 aprile 1995 forniti dall'Instituto Nacional de Estadísticas y Censos (INEC), l'istituto nazionale di statistica del Nicaragua.
La seguente lista si riferisce non ai comuni ma ai centri urbani rilevati, con popolazione superiore ai 10.000 abitanti. Questo perché i 153 comuni del Nicaragua hanno spesso territori di dimensioni rilevanti (Puerto Cabezas, ad esempio, è un comune di 5.984,81 km²) e sono formati da più centri abitati anche molto distanti tra loro.
| Pos. | Nome               | Cens. 1971 | Cens. 1995 | Cens. 2005 | Stima 2016 | Dipartimento                   |
| ---- | ------------------ | ---------- | ---------- | ---------- | ---------- | ------------------------------ |
| 1.   | Managua            | 384.904    | 864.201    | 908.892    | 1 033 662  | Managua                        |
| 2.   | León               | 54.841     | 123.865    | 139.433    | 169.362    | León                           |
| 3.   | Tipitapa           | 5.674      | 67.925     | 85.948     | 127.618    | Managua                        |
| 4.   | Masaya             | 30.796     | 88.971     | 92.598     | 125.824    | Masaya                         |
| 5.   | Chinandega         | 29.922     | 97.387     | 95.614     | 111.256    | Chinandega                     |
| 6.   | Ciudad Sandino     | ...        | ...        | 72.501     | 110.083    | Managua                        |
| 7.   | Estelí             | 19.801     | 71.550     | 90.294     | 105.709    | Estelí                         |
| 8.   | Matagalpa          | 20.682     | 59.397     | 80.228     | 103.860    | Matagalpa                      |
| 9.   | Granada            | 35.422     | 71.783     | 79.418     | 100.496    | Granada                        |
| 10.  | Puerto Cabezas     | 5.528      | 22.588     | 39.428     | 71.569     | Costa caraibica settentrionale |
| 11.  | Bluefields         | 14.406     | 33.745     | 38.623     | 53.458     | Atlantico Sud                  |
| 12.  | Jinotega           | 10.235     | 30.824     | 41.134     | 52.574     | Jinotega                       |
| 13.  | Juigalpa           | 8.772      | 36.999     | 42.763     | 51.793     | Chontales                      |
| 14.  | El Viejo           | 8.480      | 33.607     | 39.178     | 49.452     | Chinandega                     |
| 15.  | Mateare            | 1.331      | 11.417     | 25.313     | 46.639     | Managua                        |
| 16.  | Ocotal             | 7.734      | 25.264     | 34.190     | 43.950     | Nueva Segovia                  |
| 17.  | Chichigalpa        | 14.596     | 28.823     | 34.243     | 41.998     | Chinandega                     |
| 18.  | Diriamba           | 10.151     | 30.558     | 35.222     | 41.989     | Carazo                         |
| 19.  | Jinotepe           | 12.461     | 25.132     | 31.257     | 38.795     | Carazo                         |
| 20.  | Jalapa             | 3.604      | 21.668     | 24.435     | 36.746     | Nueva Segovia                  |
| 21.  | Nueva Guinea       | ...        | 31.359     | 25.585     | 36.653     | Costa caraibica meridionale    |
| 22.  | Rivas              | 10.007     | 20.868     | 27.650     | 34.357     | Rivas                          |
| 23.  | San Rafael del Sur | 2.896      | 19.083     | 23.420     | 32.931     | Managua                        |
| 24.  | Nindirí            | 2.148      | 7.563      | 17.313     | 25.866     | Masaya                         |
| 25.  | Sébaco             | 3.200      | 16.102     | 22.431     | 25.255     | Matagalpa                      |
| 26.  | Boaco              | 6.443      | 17.344     | 20.405     | 25.031     | Boaco                          |
| 28.  | Nagarote           | 7.250      | 19.646     | 19.614     | 24.301     | León                           |
| 29.  | La Paz Centro      | 6.622      | 17.299     | 19.010     | 22.807     | León                           |
| 30.  | Ciudad Darío       | 5.708      | 9.745      | 16.646     | 22.079     | Matagalpa                      |
| 31.  | Siuna              | ...        | 8.530      | 10.345     | 21.227     | Costa caraibica settentrionale |
| 32.  | San Marcos         | 3.491      | 16.041     | 18.852     | 21.225     | Carazo                         |
| 33.  | El Rama            | 1.432      | 17.138     | 14.838     | 20.980     | Costa caraibica meridionale    |
| 34.  | Somoto             | 5.579      | 14.218     | 18.126     | 20.689     | Madriz                         |
| 35.  | Masatepe           | 7.181      | 13.924     | 15.482     | 20.573     | Masaya                         |
| 36.  | Nandaime           | 5.677      | 14.594     | 15.866     | 20.426     | Granada                        |
| 37.  | Corinto            | 13.371     | 16.926     | 16.466     | 18.278     | Chinandega                     |
| 38.  | Somotillo          | 1.853      | 9.891      | 13.290     | 17.921     | Chinandega                     |
| 39.  | San Carlos         | 2.487      | 8.909      | 12.174     | 16.961     | Río San Juan                   |
| 40.  | La Concepción      | 2.684      | 8.986      | 12.234     | 16.845     | Masaya                         |
| 41.  | Río Blanco         | ...        | 9.242      | 12.933     | 16.833     | Matagalpa                      |
| 42.  | Camoapa            | 4.485      | 11.110     | 13.995     | 16.712     | Boaco                          |
| 43.  | Ticuantepe         | ...        | 7.749      | 10.328     | 15.495     | Managua                        |
| 44.  | Waslala            | ...        | 4.082      | 8.604      | 14.916     | Costa caraibica settentrionale |
| 45.  | Diriomo            | 3.621      | 7.078      | 8.711      | 14.719     | Granada                        |
| 46.  | Matiguás           | 2.221      | 7.334      | 8.907      | 14.272     | Matagalpa                      |
| 47.  | Larreynaga         | 4.183      | 5.475      | 11.292     | 14.014     | León                           |
| 48.  | Santo Tomás        | 2.320      | 10.167     | 11.678     | 13.946     | Chontales                      |
| 49.  | Rosita             | ...        | 5.930      | 8.535      | 13.786     | Costa caraibica settentrionale |
| 50.  | Bonanza            | ...        | 4.459      | 8.143      | 12.750     | Costa caraibica settentrionale |
| 51.  | La Trinidad        | 3.410      | 7.267      | 11.000     | 12.538     | Estelí                         |
| 52.  | Wiwilí de Jinotega | ...        | 5.448      | 6.674      | 12.394     | Nueva Segovia, Jinotega        |
| 53.  | Waspán             | 1.204      | ...        | 7.038      | 11.516     | Costa caraibica settentrionale |
| 54.  | Condega            | 3.399      | 7.856      | 10.067     | 11.336     | Estelí                         |